# SMS Seyffarth Motorsport
SMS Seyffarth Motorsport (znany również jako Seyffarth Motorsport) – niemiecki zespół wyścigowy, powstały w latach siedemdziesiątych i działający do dzisiaj. Obecnie ekipa startuje w FIA GT Series, International GT Open, Niemieckim Pucharze Porsche Carrera oraz w STT Special Tourenwagen Trophy. W przeszłości zespół pojawiał się także na starcie w ADAC GT Cup, GT3 Cup, Niemieckiej Formule 3, Trofeum Formuły 3 Euro Series oraz w ADAC GT Masters.

## Starty

### Trofeum Formuły 3 Euro Series
| Rok  | Bolid                 | Kierowcy            | Wygrane | PP | NO | Pkt | M.K. | M.Z. |
| ---- | --------------------- | ------------------- | ------- | -- | -- | --- | ---- | ---- |
| 2006 | Dallara F302-Mercedes | Kevin Fank          | 0       | 0  | 0  | 6   | 7    |      |
| 2006 | Dallara F302-Mercedes | Gina-Maria Adenauer | 1       | 0  | 0  | 14  | 5    |      |
| 2006 | Dallara F303-Mercedes | Julian Theobald     | 6       | 2  | 6  | 73  | 1    |      |
| 2006 | Dallara F302-Mercedes | Bruno Fechner       | 2       | 2  | 0  | 25  | 4    |      |
| 2006 | Dallara F302-Mercedes | Dominik Schraml     | 0       | 0  | 0  | 10  | 6    |      |